# Суперсано
Суперсано (итал. Supersano) — коммуна в Италии, располагается в регионе Апулия, в провинции Лечче.
Население составляет 4602 человека (2008 г.), плотность населения составляет 128 чел./км². Занимает площадь 36 км². Почтовый индекс — 73040. Телефонный код — 0833.
Покровителем коммуны почитается святой архангел Михаил, празднование 8 мая.

## Демография
Динамика населения:

## Администрация коммуны
- Официальный сайт: http://www.comune.supersano.le.it/